# 莱奥本县

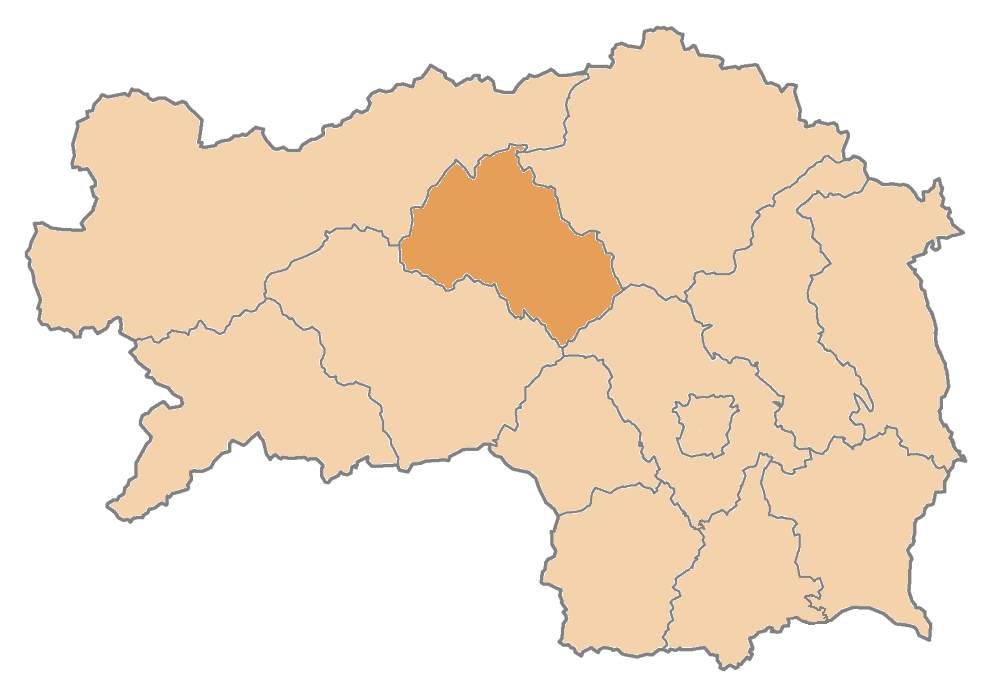
莱奥本县在施蒂利亚州的位置

莱奥本县（德語：Bezirk Leoben）是奥地利施泰爾馬克州所辖的一个县。总面积1099.7平方公里，总人口67767，人口密度62人/平方公里（2001年）。行政中心位于萊奧本。

## 行政区域
莱奥本县辖有19个市镇。